# Schizotergitius longiventris
Schizotergitius longiventris är en mångfotingart som beskrevs av Karl Wilhelm Verhoeff 1930. Schizotergitius longiventris ingår i släktet Schizotergitius och familjen stenkrypare. Inga underarter finns listade i Catalogue of Life.